# حبیب آقاجری
حبیب آقاجری (زاده ۱ آذر ۱۳۳۲ ماهشهر) نظامی و سیاست‌مدار ایرانی است، که  در دوره یازدهمین مجلس شورای اسلامی به‌عنوان نماینده ماهشهر و امیدیه در مجلس حضور داشت. وی پیش‌تر در دوره نهم مجلس نیز نماینده ماهشهر از استان خوزستان بود.
وی فعالیت خود را در سپاه پاسداران آغاز کرد و در طول جنگ ایران و عراق، فرماندهی سپاه ماهشهر را برعهده داشت. او از ۱۳۷۴ تا ۱۳۷۹ فرمانده منطقه سوم دریایی سپاه بود، در فاصله سالهای ۱۳۷۹ تا ۱۳۸۹ معاونت عملیات نیروی دریایی سپاه را برعهده داشت و از ۱۳۸۹ تا ۱۳۹۱ جانشین معاون عملیات فرمانده کل سپاه بود. وی از امضا کنندگان طرح ممنوعیت مذاکره مسئولان و مقامات ایران با مقامات آمریکا بوده‌است.